# Magdalena Andersson (landshövding)
Winnie Ester Magdalena Andersson, född 9 mars 1954 i Hagfors, är en svensk ämbetsman och politiker (moderat). Hon var ordinarie riksdagsledamot 2003–2012, invald för Jönköpings läns valkrets.

## Biografi
Andersson kandiderade i riksdagsvalet 2002 och blev ersättare. Hon utsågs till ny ordinarie riksdagsledamot från och med 1 januari 2003 sedan Anders Björck avsagt sig sitt uppdrag. Andersson var därefter ordinarie riksdagsledamot under perioden 2003–2012.
I riksdagen var Andersson ledamot i socialutskottet 2004–2010 och civilutskottet 2010–2012. Hon var ledamot i krigsdelegationen 2006–2012, riksdagsstyrelsen 2008–2012 och riksdagens valberedning 2010–2012. Andersson var även suppleant i riksdagsstyrelsen, arbetsmarknadsutskottet, bostadsutskottet, EU-nämnden, socialförsäkringsutskottet och socialutskottet, samt deputerad i sammansatta justitie- och socialutskottet och sammansatta utrikes- och socialutskottet.
Från 2005 till 2011 var Andersson ordförande för Moderata kvinnoförbundet.
Den 20 september 2012 utnämndes Andersson till landshövding i Västerbottens län. Förordnandet gällde från 1 november 2012 till och med 31 oktober 2018, varefter hon fick förlängt förordnande till och med 31 mars 2020, då hon efterträddes av Helene Hellmark Knutsson.